# Tammy Miller
Pour les articles homonymes, voir Miller.
Tammy Kelly Miller, née le 21 juillet 1967 à Stockport, est une joueuse britannique de hockey sur gazon.
Elle fait partie de l'équipe de Grande-Bretagne de hockey sur gazon féminin médaillée de bronze des Jeux olympiques de 1992 à Barcelone et quatrième des Jeux olympiques de 1996 à Atlanta.